# Koto Okubo
Koto Okubo (em japonês:大久保 琴) (24 de dezembro de 1897 – 12 de janeiro de 2013) foi uma supercentenária japonesa, que no momento da morte aos 115 anos e 19 dias foi reconhecida como a mulher viva mais velha do mundo e a segunda pessoa viva mais velha depois de Jiroemon Kimura.
Okubo tornou-se a mulher mais velha do Japão e da Ásia após a morte de Chiyono Hasegawa em 2 de dezembro de 2011. Okubo vivia em uma casa de repouso em Kawasaki, Kanagawa com seu filho. O Ministério da Saúde, do Trabalho e do Bem-estar social não anunciou oficialmente o nome dela, apenas sua residência e idade foram inicialmente liberados.
O nome de Okubo foi finalmente relatado pela imprensa japonesa em 14 de setembro de 2012, e no mesmo dia, Okubo foi verificada e adicionada à lista do Gerontology Research Group e do Guinness World Records. Em 17 de dezembro de 2012, Dina Manfredini morreu, e Okubo tornou-se a mulher viva mais velha do mundo. Após sua morte, Misao Okawa tornou-se a mulher viva mais velha do mundo.
Okubo morreu de pneumonia em 12 de janeiro de 2013 aos 115 anos e 19 dias em uma casa de repouso em Kawasaki, Kanagawa. Ela foi a última mulher viva nascida em 1897.